# Crassuncus orophilus
Crassuncus orophilus là một loài bướm đêm thuộc họ Pterophoridae. Nó được tìm thấy ở Madagascar.